# Sosnowiec Kazimierz
Sosnowiec Kazimierz – węzłowa stacja kolejowa w sosnowieckiej dzielnicy Kazimierz; znajduje się pomiędzy ul. Gustawa Morcinka a ul. Dworcową, usytuowana jest pomiędzy stacjami Sosnowiec Maczki, Dąbrowa Górnicza Strzemieszyce i przystankiem Sosnowiec Porąbka. Stacja obsługuje pociągi towarowe oraz pasażerskie regionalne połączenia kolejowe w relacji Sosnowiec Główny - Sędziszów - Kozłów - Kielce Główne.

## Ruch pasażerski
Przewozy pasażerskie realizuje spółka Polregio S.A..
| Rok  | Wymiana pasażerska na dobę |
| ---- | -------------------------- |
| 2017 | 10-19                      |
| 2018 | 20-49                      |
| 2019 | 20-49                      |
| 2020 | 10-19                      |
| 2021 | 20-49                      |
| 2022 | 50-99                      |
| 2023 | 50-99                      |

## Charakterystyka

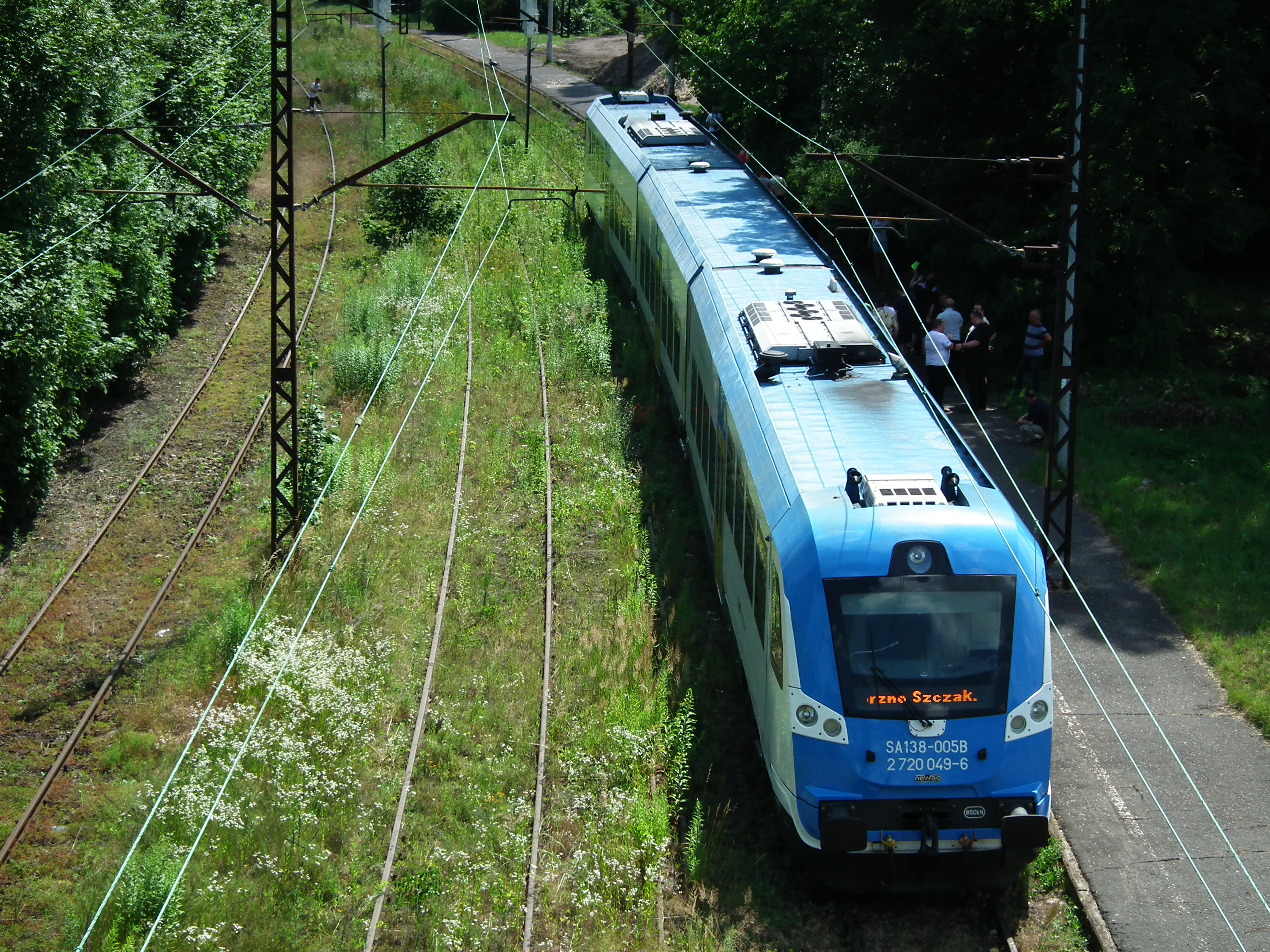
SA138-005 w peronie od strony Sosnowca Maczków

Jest to stacja węzłowa, położona u zbiegu trzech jednotorowych szlaków ze stacji Sosnowiec Dańdówka, Sosnowiec Maczki i Dąbrowa Górnicza Strzemieszyce. Istnieje tutaj stacja w widłowym układzie torów, a oprócz niej łącznica umożliwiająca przejazd z Dańdówki do Maczek bez zmiany czoła pociągu na stacji. Stacja posiada 6 torów głównych, po 3 w każdej z części oraz 3 jednokrawędziowe perony, obecnie tor przy peronie 2 jest wyłączony z użytkowania i zarośnięty. Pociągi osobowe zatrzymują się wyłącznie przy peronie 3. Pomiędzy tymi grupami zlokalizowano budynek dworca, obecnie wyburzony.

## Ruch
Ruch pociągów na stacji, jak również po łącznicy prowadzony jest przez nastawnię SKz, która posiada urządzenia przekaźnikowe. Istnieje również nastawnia wykonawcza SKz2, która obecnie pełni funkcje strażnicy przejazdowej i SKP. Dawniej istniała również nastawnia SKz1 od strony Maczek, która została jednak zlikwidowana. Ze stacji odgałęzia się też bocznica do Kopalni Kazimierz-Juliusz. Do roku 2002 r. można jeszcze było odjeżdżać ze stacji w kierunku stacji Jaworzno Szczakowa.